# インディーウォーズ
インディーウォーズ（INDIE WARS）は日本テレビ（関東ローカル（後にBS日テレでも時差放送を始める））で2004年4月5日から2005年3月28日までの間、月曜日24時50分から25時20分まで放送された音楽番組である。49回放送。タイトルは映画「インディー・ジョーンズ」と「スター・ウォーズ」を組み合わせた作り語であり、テーマ曲とタイトルロゴは「スター・ウォーズ」を引用している。

## 概要
インディーズアーティストの音楽を芸能人・文化人が監督としてショートフィルム（ビデオクリップ）を製作し、ショートフィルムの製作過程をドキュメント形式で紹介し、後半にショートフィルムを披露するものである。ただし製作費の予算は10万円（ただし、オーバーした場合は監督の自腹となる（例えば100001円の場合1円が自腹となる））である。

## 司会
- 大江千里
- 山川恵里佳
- 二宮優（情報帝国プリンセス）

## エピソード
- elllie with senri（司会の大江と山川のユニット）がこの番組のために結成、大江が作詞・作曲・編曲、さらにキーボードを担当し、山川がボーカルの「ひまわり」のショートフィルムを大江自身が監督となって製作した。また後に、elllie with senriの3曲がCDアルバム（「さくら05」。 2005年2月23日リリース。ネオプレックスより）になってリリースされた。2004年の大江のライブ「納涼千里天国」でも「ひまわり」が披露された。この日、坂本ちゃんがスペシャルゲストとして登場し、さらに坂本ちゃん自身が「ひまわり」のCDシングル（ライブ限定版）の売り子をした。なお、坂本ちゃんはブレイク寸前の優木まおみの楽曲のショートフィルムの監督も手がけていた。後に大江も優木への楽曲提供・プロデュースを手がけた。
- 最終回は山川が監督を手がけた。
- 監督ゲストはお笑いタレントが多かった。
- 出川哲朗とふかわりょうとの監督対決もあり、elllie with senriの「さくら05」のショートフィルムが製作され、結果はふかわ（製作費137934円）の勝利で負けた出川は製作費85023円を自腹した。
- 一度、「インディーウォーズ・アワード」（これまで放送されたショートフィルムの頂点を決定する）が行われ、審査員に木根尚登らを迎え、大賞にはカオルコ監督の作品が選ばれた。